# Rejon czapłygiński
Rejon czapłygiński (ros. Чаплыгинский район) – jednostka administracyjna wchodząca w skład obwodu lipieckiego w Rosji.
Centrum administracyjnym rejonu jest miasto Czapłygin.

## Geografia
Powierzchnia rejonu wynosi 1519,71 km².
Graniczy z rejonami: lew-tołstowskim i dobrowskim (obwód lipiecki) oraz z obwodami obwodem riazańskim i obwodem tambowskim.
Główne rzeki to: Stanowaja Riasa i Ranowa.

## Demografia
W 2018 rejon zamieszkiwało 30 233 mieszkańców.

## Podział administracyjny
W skład rejonu wchodzi: 1 osiedle miejskie (miasto Czapłygin), 22 osiedla wiejskie (sielsowiety) i 103 miejscowości.